# Dovžanova soteska
Dovžanova soteska, tudi Dolžanova soteska, je soteska, ki jo je izdolbla hudourniška reka Tržiška Bistrica v stare zemeljske sklade. Reka kipi čez edinstveno slapišče velikih zaobljenih blokov belega kremenovega konglomerata. Ti veliki boki so se privalili v reko z Borove peči, ta je ime dobila po rdečem boru, ki porašča njena strma pobočja.
Soteska je še posebej slikovita zaradi šestih visokih kamnitih stolpov, Kušpegarjevih turnov, kjer je urejeno plezališče. Skozi sotesko je speljana zanimiva geološka pot, gozdna učna pot Dovžanova soteska, planinska pot, razgledna pot in pot do partizanske tiskarne-tehnike. V manjšem naselju Čadovlje stoji stara Jamenšnikova hiša in paštba (sušilnica za lan) z letnico 1766, ki je primerek edinstvenega karavanškega stavbarstva z vsemi etnografskimi značilnostmi. Soteska je razglašena za naravni spomenik Slovenije in leži 3 km severno od kraja Tržič, ob cesti Tržič-Jelendol.

## Naravni spomenik
Dovžanova soteska je bila leta 1988 zavarovana kot naravni spomenik zaradi edinstvenega nahajališča ostankov okamnelega življenja rastlin in živali v kamninah starega zemeljskega veka – paleozoika (Odlok o razglasitvi Dovžanove soteske za naravni spomenik, Uradni vestnik Gorenjske, 12/88). Tu so bile prvič najdene in opisane številne vrste ramenonožcev in velika luknjičarka (Schwagerina carniolica). Slikovito sotesko je izoblikovala Tržiška Bistrica v konglomeratih, apnencih, peščenjakih in glinovcih. V njej je največje pregradno slapišče v kremenovem konglomeratu v Sloveniji. Ta kamnina gradi tudi Borovo peč, ki jo porašča gozd rdečega bora.

## Kamenine

### Peščenjak
Peščenjak je najmlajša kamenina in je nastal v obdobju spodnjega perma, torej je star okrog 250 milijonov let. V tem obdobju s puščavskim podnebjem, za katerega so značilne velike temperaturne razlike med dnevom in nočjo ter majhna količina padavin, so velike kamenine pod vplivom vremenskih razmer razpadle na drobne koščke oz. pesek. Ko pa je to območje zalilo plitvo morje so se ti delci skupaj z meljem in glino sprijeli v novo kamenino.

### Trbiška breča
Ime je dobila po kraju Trbiž v Italiji, ker so jo tam prvič našli, kasneje so ugotovili, da se v Dovžanovi soteski nahaja popolnoma enaka kamenina. Je malo starejša od peščenjaka, stara približno 260 milijonov let. Nastala je, ko so bili veliki predeli apnenca dvignjeni nad morsko gladino. Zaradi močnih notranjih zemeljskih sil so bili ti razkosani in zdrobljeni. Manjši kosi so se v velikih količinah nabirali na strmih obalah. Zaradi težnosti je ta gruščnati material večkrat zdrsnil v plitvo morje, v katerega so kopenske vode prinašale melj, pesek in glino. Ta drobni material se je pomešal z apnenčevim gruščem in stvoril trbiško brečo.

### Apnenec
Apnenec je edina fosilonosna kamenina v Dovžanovi soteski. Najznačilnejše oblike ostankov življenja v Dovžanovi soteski so morske lilije, alge, ramenonožci, fuzulinide

### Kremenov konglomerat
Kremen je najtrdnejša kamenina in najstarejša v soteski. Tako kot vse kamenine v Dovžanovi soteski je tudi ta usedlina ali sedimentna kamnina. Nastala je na podoben način kot trbiška breča. Pred skoraj 300 milijoni let so bile Karavanke pod plitvim morjem, reke so vanj s kopnega prinašale prod, pesek in glino iz katerih so kasneje nastali konglomerati. Prodniki so zelo lepo zaobljeni, kar kaže na njihovo dolgo pot. Tesno se dotikajo drug drugega, vmesno vezivo pa je zdrobljen kremenov pesek.

## Plezališče
Leta 1979 so bile preplezane prve prosto preplezane smeri, tu so nastale tudi prve smeri devete stopnje. V več raztežajnih smereh je skala mestoma krušljiva, še posebej na policah. Večina smeri je rahlo previsna z majhnimi oprimki in zahteva predvsem natančno gibanje. Plezališče je najbolje obiskati spomladi, poleti ali zgodaj jeseni. Poleti je večji del stene v senci. Ob suhi in sončni zimi se okoli poldneva brez težav pleza v raztežajih pod robom stene.

## Predor
Predor v soteski, imenovan Veliki predor, so gradili od 16. maja do 1. septembra 1895, po naročilu Julija Borna. Pred prihodom barona v Jelendol tukaj ni bilo ceste. Domačini so pred tem zgradili pot čez »Jame« po desnem bregu Tržiške Bistrice, ki se je končala pri Malem predoru, zgrajenem leta 1759.. Potekala je čez Hudičev most in manjši predor iz leta 1759. Nova cesta je bila nato zgrajena na levem bregu z daljšim predorom z galerijami.
Predor je bil ob 100-letnici obnovljen. V spomin na to sta bili postavljeni dve spominski plošči. Svetlejša plošča je namenjena spominu na grofa Gustava Chorinskyja, ki je uradno potrdil komisijo za izvedbo zemljiške odveze, temnejša pa investitorju Juliju Bornu.